# Philistion
Philistion (in greco antico: Φιλιστίων?, Philistìōn; fl. fine IV secolo a.C.) è stato un medaglista e incisore di conii greco antico, attivo tra la fine del IV secolo a.C. e gli inizi del successivo nella monetazione di Velia; fa parte del ristretto numero di incisori di conii dell'antichità di cui si conosce il nome, tramandato dalla firma sulle monete.

## Biografia
La firma di Philistion è presente in tre conii di dritto di monete di Velia al genitivo (ΦΙΛΙΣΤΙΩΝΟΣ, Philistìōnos, cioè "[opera] di Philistion".
I conii sono catalogati come Williams O.198, O.201 e O.203.
Da lui prende nome tutto il gruppo di monete coniate a Velia nel periodo tra ca. il 305-304 a.C. e ca. il 293-290 a.C. e che è definito Philistion group; gli sono attribuiti, a causa delle caratteristiche stilistiche, la maggior parte dei conii di questo gruppo, anche quelli che non recano la sua firma.

## Monete
I conii di dritto, già citati, firmati ad Philistion sono tre, catalogati come Williams O.198, O.201 e O.203
Il primo conio, O.198, usato nella moneta catalogata come Williams 397, presenta un testa di Atena, volta a destra con l'elmo attico. Sulla calotta dell'elmo è rappresentata un carro di tre quarti, condotto da un auriga. Sulla struttura dell'elmo che sostiene il cimiero è apposta in caratteri minuti la legenda al genitivo ΦΙΛΙΣΤΙΩΝΟΣ ([opera] di Philistion). Sul para collo un grifone. La visiera è pesante e decorata con tre fasce orizzontali, una ad astragali e fuseruole, una con teste e una ondulata. Anche sotto il carro c'è una fascia decorata. Anche il bordo del para collo è decorato. Gli orecchini sono pendenti costituiti da più elementi. Questo conio è usato solo in una moneta, catalogata come Williams 397.
A questo dritto è associato a un rovescio, non usato con altri dritti, su cui è raffigurato un leone, volto a destra. In alto l'etnico (ΥΕΛΗΤΩΝ, yeletōn) e in esergo un grappolo d'uva tra le lettere Φ e Ι. A sinistra del grappolo è disegnato un viticcio.
Il conio O.201 è usato per le monete Williams 406, 407 e 408. Vi è raffigurata la testa di Atena, anche in questo caso volta a destra, che indossa un elmo corinzio. La firma è posta anche in questo conio sulla struttura di sostegno del cimiero, in caratteri minuti e sempre al genitivo, ΦΙΛΙΣΤΙΩΝΟΣ. Sulla calotta dell'elmo è raffigurata una quadriga guidata da una Nike. Sul para-collo un cavaliere. Capelli ondulati escono da sotto l'elmo, di dietro. 
Al rovescio un leone tiene una lancia tra le fauci. In altro è raffigurata una Nike in volo e sotto ci sono tre onde. In esergo c'è l'etnico, ΥΕΛΗΤΩΝ.
Il conio O.203 è usato su due monete,  Williams 409 e 410. Vi è rappresentata Atena con elmo attico, decorato con quadriga condotta da Nike sulla calotta e da un grifone sul para collo; dietro la coda del cimiero c'è la lettera greca Θ; e sotto il collo una Ε; sul supporto del cimiero la solita firma ΦΙΛΙΣΤΙΩΝΟΣ in caratteri minuti al genitivo.
Al rovesci è raffigurato un leone che tiene una spada tra fauci e zampa destra. Sopra ci sono i Dioscuri, fiancheggiati dalle lettere Φ ed Ι. In esergo, come in precedenza, l'etnico.
Oltre a queste monete che recano la firma per esteso di Philiston, appartengono allo stesso gruppo monete che recano la lettera Φ o le lettere Φ ... Ι. Gli studiosi non sono sicuri che anche questi conii siano da attribuire alla mano di Philiston.